# Gwiazda Czadu
Gwiazda Czadu – polskie odznaczenie pamiątkowe przyznawane uczestnikom Polskiego Kontyngentu Wojskowego w Republice Czadu i Republice Środkowoafrykańskiej. Jest jednym z odznaczeń wojskowych, które nadawane są w Polsce w czasie pokoju.

## Utworzenie
Gwiazdy ustanowiono ustawą z dnia 14 czerwca 2007 o zmianie ustawy z dnia 16 października 1992 o orderach i odznaczeniach, razem z Wojskowym Krzyżem Zasługi, Wojskowym Krzyżem Zasługi z Mieczami, Morskim Krzyżem Zasługi, Morskim Krzyżem Zasługi z Mieczami, Lotniczym Krzyżem Zasługi, Lotniczym Krzyżem Zasługi z Mieczami oraz Medalem za Długoletnią Służbę. Zmiana została wprowadzona w życie 10 października 2007, po upływie trzech miesięcy od momentu ogłoszenia, które nastąpiło 9 lipca. Równocześnie Prezydent Rzeczypospolitej Polskiej rozporządzeniem z dnia 31 lipca 2007 zmienił rozporządzenie z dnia 10 listopada 1992 w sprawie opisu, materiału, wymiarów, wzorów rysunkowych oraz sposobu i okoliczności noszenia odznak orderów i odznaczeń. 
Zgodnie z treścią wyżej wymienionej ustawy "odznaczenia wojskowe o charakterze pamiątkowym mające w nazwie wyraz "Gwiazda" są nagrodą za nienaganną służbę w polskich kontyngentach wojskowych poza granicami państwa". W precedencji polskich odznaczeń zajmują miejsce po Medalu za Długoletnie Pożycie Małżeńskie i są najniższymi w aktualnym systemie odznaczeń państwowych. Gwiazda Czadu została ustanowiona rozporządzeniem Prezydenta Rzeczypospolitej Polskiej z dnia 12 lutego 2010 w sprawie nazwy, wstążki, okuć oraz wzorów rysunkowych Gwiazdy Konga, Gwiazdy Czadu i Gwiazdy Morza Śródziemnego, które weszło w życie 13 maja 2010.

## Nadawanie
Gwiazdę Czadu nadaje i wręcza Prezydent Rzeczypospolitej Polskiej, z inicjatywy własnej, a także na wniosek ministra właściwego do spraw obrony lub ministra właściwego do spraw wewnętrznych. Prezydent ma również prawo do pozbawienia Gwiazdy osoby nią odznaczonej.
Gwiazda Czadu nadawana jest żołnierzom pełniącym służbę w Polskim Kontyngencie Wojskowym w operacji Unii Europejskiej w Republice Czadu i Republice Środkowoafrykańskiej od dnia 1 lutego 2008 do 31 grudnia 2009.
Z dniem 31 grudnia 2013 nadawanie tych odznaczeń dla PKW CZAD zostało uznane za zakończone w związku z upływem 3 lat od zakończenia polskiej misji w Czadzie.
Odznaczenia nadal nadawane jest dla uczestników PKW RŚA zgodnie z Obwieszczeniem Prezydenta Rzeczypospolitej Polskiej z dnia 4 listopada 2020 r. w sprawie ogłoszenia jednolitego tekstu rozporządzenia Prezydenta Rzeczypospolitej Polskiej w sprawie nazw, wstążek, okuć oraz wzorów rysunkowych Gwiazdy Konga, Gwiazdy Czadu i Gwiazdy Morza Śródziemnego.
Zgodnie z zapisami ustawy z dnia 28 lipca 2023 nadawanie Gwiazd za operacje zakończone przed 2021 przedłużono do roku 2025.

## Wygląd
Odznaką jest 44 mm patynowany na brązowo medal w kształcie czteropromiennej gwiazdy z dwoma skrzyżowanymi mieczami, ostrzami skierowanymi ku górze, z wypukłym monogramem z liter "RP" na górnym promieniu i wypukłym umieszczonym pośrodku napisem "CZAD". Na dolnym promieniu i między górnymi promieniami znajdują się stylizowane liście wawrzynu. Rewers składa się z wypukłego, dwuwierszowego napisu "PACI SERVIO", a poniżej jest miejsce na wygrawerowanie przez odznaczonego dat służby.
Gwiazda Czadu zawieszona jest na wstążce czarnej, szerokości 35 mm, z czerwonym paskiem szerokości 4 mm przez środek, mającym po bokach prążki białe szerokości 2 mm oraz po brzegach umieszczone symetrycznie połączone prążki w barwach flagi Republiki Czadu: niebieski, żółty i czerwony, szerokości 2 mm każdy.
Udział w poszczególnej zmianie kontyngentu wojskowego oznacza się przez nałożenie na wstążkę okucia w kształcie listewki szerokości 5 mm, matowej, patynowanej na brązowo, z polerowanymi krawędziami, z umieszczoną pośrodku polerowaną cyfrą arabską, oznaczającą kolejną zmianę kontyngentu. 

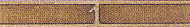
Okucie